# 큰쥐사슴
큰쥐사슴 또는 큰말레이쥐사슴(Tragulus napu)은 작은사슴과에 속하는 우제류의 일종이다. 수마트라섬과 보르네오섬 그리고 주변의 말레이시아와 인도네시아의 작은 섬들 그리고 미얀마 님부 지역, 태국 남부 지역 그리고 말레이시아 반도에서 발견된다. 싱가포르에서는 멸종된 것으로 추정되었으나 2008년에 근해 섬에서 발견되었다. 재발견 소식은 잘못 알려진 것일 수도 있다. 자연 서식지는 아열대와 열대 기후 지역의 습윤 저지대 숲이다.
몸무게는 5~8kg, 머리와 몸통 길이는 70~75cm, 꼬리 길이는 8~10cm, 어깨 높이는 약 30~35cm 다. 작고 뾰족한 검은색 코와 큰 눈을 가진 작은 삼각형 머리를 가지고 있습니다. 긴 다리는 연필처럼 가늘다. 뒷다리는 앞다리보다 눈에 띄게 길다. 몸은 둥글다. 몸 윗부분의 털은 회색 담황색에서 주황색 담황색이다. 측면의 모피는 상당히 옅은 색이지만 정중선을 따라 더 어둡습니다. 그것은 아래, 특히 목, 배, 가슴 및 턱에 흰색입니다. 수컷은 뿔이나 뿔이 없지만 작은 "엄니"(윗턱에 길쭉한 송곳니)가 있다.